# Volavka bělolící
Volavka bělolící (Egretta novaehollandiae) je středně velký druh volavky.
Dorůstá 60–70 cm a váží asi 550 g. Dospělí ptáci jsou převážně modrošedí s bílým opeřením na čele, lících a horní části hrdla. Duhovky má šedé, tmavě žluté nebo skořicově hnědé, zobák černošedý a končetiny tmavě žluté. Ve svatebním šatě má též růžovohnědá prodloužená pera na krku a hrudi a modrošedá na hřbetě. Mladí ptáci jsou v porovnání s dospělci šedší a bíle zbarvené mají pouze hrdlo.
Volavka bělolící žije na rozsáhlém území Australasie, včetně Nové Guiney, Indonésie, Nové Kaledonie a Nového Zélandu. Vyskytuje se v mokřadech, bažinách, na pastvinách, loukách a mořských pobřeží.
Mimo hnízdní období, kdy je teritoriální, se může při lovu kořisti, zejména pak krátce po deštích nebo povodních, zdržovat v menších volných skupinách. Živí se rybami, obojživelníky, plazy a hmyzem. Hnízdo z větví buduje obvykle na listnatém stromě ve výšce 5–12 m. V jedné snůšce je 3-5 světle modrých, 48,5 × 35 mm velkých vajec, na kterých sedí střídavě oba rodiče po dobu zhruba 25 dnů. Mláďata jsou pak opeřena ve věku 40 dnů.